# Industrieller Konflikt
Industrieller Konflikt ist ein in gewerblichen und dienstleistenden Wirtschaftsorganisationen auftretender Konflikt. Als Anglizismus bedeutet "industriell" hier betriebsbezogen bzw. arbeitsrechtlich (Konflikt in Bezug auf Arbeitsleistung und Entlohnung). Er manifestiert sich in Streiks, Sabotage, industrieller Aggression, Boykott, Leistungsrestriktion, Bummelei, innerer Kündigung. Weitere Formen sind die Geiselnahme von Managern, die vornehmlich von französischen Arbeitnehmern praktiziert wird, und Flashmob (Blitzmeute)-Aktionen, die gezielt zur Besetzung und Blockade von Geschäften bei Arbeitsstreitigkeiten eingesetzt werden.

## Ursachen
Ursachen industrieller Konflikte sind zum einen die unterschiedlichen Interessenlagen der im arbeitsteiligen Produktionsprozess zusammenwirkenden Personen und Gruppen, insbesondere die Interessengegensätze zwischen disponierenden Funktionsgruppen (Management) und Ausführenden (operative Arbeitskräfte). Konfliktpotential erzeugt zum anderen die funktionale Einordnung von Arbeitskräften in Organisationsabläufe, die nach Effizienz- und Rentabilitätsgesichtspunkten vom Management gestaltet werden, ohne die Bedürfnisse nach humanen Arbeitsbedingungen hinreichend zu berücksichtigen. 
Max Weber hat in seiner Untersuchung Zur Psychophysik der industriellen Arbeit (1908/09) auf das „Bremsen“ als einer bewussten Einschränkung der Arbeitsleistung von Arbeitnehmern, vornehmlich bei der Festsetzung von Akkordsätzen, hingewiesen und es als "Surrogat" für den Streik bezeichnet.
Nach Ralf Dahrendorf können auch betriebliche Fluktuationen, Anstieg des Krankenstandes und der Unfallhäufigkeit als Indikatoren der Unzufriedenheit mit der Arbeitssituation gelten und als "umgeleitete" industrielle Konflikte unterdrückte soziale Spannungen im Betrieb sichtbar machen.

### Belege
1. ↑  youtube-Video
2. ↑   Aus: Zukunftsforum Stuttgarter Gewerkschaften, Streikaktionen Einzelhandel Stuttgart: Menschenkette und Flash Mob
3. ↑  Max Weber: Zur Psychophysik der industriellen Arbeit. Schriften und Reden 1908–1912. Studienausgabe der Max Weber-Gesamtausgabe, Band I/11. Mohr (Siebeck), Tübingen 1998, S. 104–106.
4. ↑  Ralf Dahrendorf: Industrie- und Betriebssoziologie, Sammlung Göschen, Berlin 1962, S. 95